# Абдула II (Йордания)
Абдула II бин ал-Хусейн (на арабски: عبد الله الثاني بن الحسين) е настоящият крал на Хашимитското кралство Йордания.

## Биография
Роден е на 30 януари 1962 г. в Аман, Йордания. Син е на крал Хусейн I и Муна ал Хусейн.
Абдула получава сериозно образование – служи в британската армия, следва международна политика в Оксфордския университет, посещава Джорджтаунския университет. След края на образованието си, се завръща в Йордания и се отдава на офицерска кариера. През 1993 г. поема поста на заместник-командващ на националните елитни части, а 5 години по-късно става генерал-майор.
През 1993 г. се жени за палестинката Рания ал-Ясин. Кралското семейство има 4 деца:
На 25 януари 1995 г. с декрет крал Хусейн I посочва за наследник на престола сина си Абдула II. Декретът изненадва мнозина, тъй като за най-вероятен престолонаследник се е сочел Хасан ибн Талал – чичото на Абдула II. След смъртта на крал Хусейн крал на Йордания става Абдула II.
Единствено Абдула и мароканският крал Мохамед VI са считани за преки потомци на пророка Мохамед, което допринася за високия престиж на йорданското кралско семейство в арабския свят. Сред широки кръгове на Запад Абдула II минава за общителен и диалогичен политик, поради неговата прозападна и проамериканска външна политика. Защитници на човешките свободи и права често критикуват йорданските власти в недостатъчната свобода на словото. Абдула е попечител на мюсюлманските и християнските свещени места в Йерусалим, позиция, заемана от неговата династия от 1924 г. насам.

## Деца
Абдула II и Рания ал-Ясин имат четири деца:
- принц Хюсеин, роден на 28 юни 1994 г.
- принцеса Иман, родена на 27 септември 1996 г.
- принцеса Салма, родена на 26 септември 2000 г.
- принц Хашим, роден на 30 януари 2005 г.